# Países Bajos en los Juegos Olímpicos de Londres 1908
Los Países Bajos estuvieron representados en los Juegos Olímpicos de Londres 1908 por un total de 113 deportistas que compitieron en 11 deportes.  
El portador de la bandera en la ceremonia de apertura fue el gimnasta Jan de Boer.

## Medallistas
El equipo olímpico neerlandés obtuvo las siguientes medallas:
| Nombre                                                      | Deporte | Competición                |
| ----------------------------------------------------------- | ------- | -------------------------- |
| Oro                                                         |         |                            |
| —                                                           |         |                            |
| Plata                                                       |         |                            |
| —                                                           |         |                            |
| Bronce                                                      |         |                            |
| Equipo                                                      | Fútbol  | Torneo M                   |
| Johan Burk Bernardus Croon Hermannus Höfte Albertus Wielsma | Remo    | Cuatro sin timonel (M4-) M |